# Ніко Ландеверд
Ніко Ландеверд (нід. Nico Landeweerd, 3 квітня 1954) — нідерландський ватерполіст.
Бронзовий призер Олімпійських Ігор 1976 року, учасник 1980, 1984 років.